# Estelline (Teksas)
Estelline je gradić u američkoj saveznoj državi Teksas. Prema popisu stanovništva iz 2010. u njemu je živjelo 145 stanovnika.